# Travis Dickerson
Travis Dickerson (* 20. Jahrhundert in Michigan) ist ein US-amerikanischer Musiker und Produzent, der am besten für seine Zusammenarbeit mit Buckethead und Viggo Mortensen bekannt ist. Er betreibt unter dem Namen TDRS Music ein Tonstudio mit angegliedertem Label auf dem bislang Veröffentlichungen von u. a. Bill Laswell, Jethro Tull, Linda Ronstadt, Vince DiCola und nicht zuletzt Buckethead und Mortensen erschienen sind. Für zahlreiche von ihm aufgenommene Alben spielte Dickerson auch die Keyboards ein.

## Leben
Travis Dickerson wuchs in Michigan auf, wo sein Vater als Kunstprofessor an der Central Michigan University lehrte. Als Travis zehn Jahre alt war, tauschte sein Vater eines seiner Gemälde gegen ein altes Piano ein, welches der Junge nachfolgend instand setzte.
Zusammen mit seinen Brüdern experimentierte Dickerson schon früh mit verschiedenen Musikinstrumenten, machte erste Aufnahmen und siedelte später nach Los Angeles über wo er auf die Punkband X traf. In seinem neuen Studio in Chatsworth wurden viele Aufnahmen der Band sowie Soloprojekte der Mitglieder verwirklicht. Sängerin Exene Cervenka war es auch, die Dickerson mit Viggo Mortensen bekannt machte, woraus eine bis heute andauernde Freundschaft und künstlerische Zusammenarbeit entstand. Fast alle Musikalben von Mortensen wurden nachfolgend bei TDRS aufgenommen oder vertrieben.
1994 war Dickerson als Keyboarder auf dem Album County Fair 2000 von Phil Alvin (The Blasters) vertreten sowie 1998 bei Shocking Pink Banana Seat der Songwriterin Susan James.
Für die 1997 veröffentlichte Anthologie Beyond And Back von X schrieb er die Liner Notes.
In San Francisco traf Dickerson auf den experimentellen Gitarristen Buckethead, der von regulären Plattenfirmen bitter enttäuscht, in TDRS eine neue Heimat für seine zahlreichen Veröffentlichungen fand. Dickerson war an vielen Projekten Bucketheads als Keyboarder beteiligt, so starteten die beiden 2001 die Jazz-Rock-Formation Thanatopsis und 2006 eine Reihe namens Chicken Noodles mit jazzbeeinflussten Jams. Schon vorher hatte Dickerson die vergriffenen Alben der Cornbugs, einer Band von Bill Moseley und Buckethead editiert und neu herausgebracht. Außerdem wirkte er bei den letzten beiden Alben der Band vor der Auflösung als Musiker mit.

## Albumveröffentlichungen (Auswahl)
- Phil Alvin – County Fair 2000 (1994)
- Susan James – Shocking Pink Banana Seat (1998)
- Death Cube K – Tunnel (1999)
- Cobra Strike – 13th Scroll (1999)
- Cobra Strike – Cobra Strike II: Y, Y+B, X+Y (2000)
- Thanatopsis – Thanatopsis (2001)
- Thanatopsis – Axiology (2003)
- Viggo Mortensen – Pandemoniumfromamerica (2003)
- Viggo Mortensen – Please Tomorrow (2004)
- Lindy Dickerson – Carry Me Away (2004)
- Cornbugs – Brain Circus (2004)
- Cornbugs – Donkey Town (2004)
- Buckethead – Population Override (2004)
- Gorgone – Gorgone (2005)
- Viggo Mortensen – Intelligence Failure (2005)
- Thanatopsis – Anatomize (2006)
- Buckethead & Travis Dickerson – Chicken Noodles (2006)
- Buckethead & Travis Dickerson – Chicken Noodles 2 (2007)
- Camille Bright-Smith – The Great Divide (2008)
- Alix Lambert & Travis Dickerson – Running After Deer (2008)
- Buckethead, Travis Dickerson & Brain – The Dragons Of Eden (2008)